# Ritratto del conte Stefano Jacini
Ritratto del conte Stefano Jacini è un dipinto di Augusto Colombo. Eseguito nel 1953, appartiene alle collezioni d'arte della Fondazione Cariplo.

## Descrizione
Soggetto del ritratto è Stefano Jacini, senatore e presidente della Cariplo, morto l'anno precedente.